# Śródmieście (Rzeszów)
Śródmieście – część Rzeszowa, dzielnica niestanowiąca jednostki pomocniczej gminy, w której znajduje się większość najważniejszych instytucji. Swym zasięgiem obejmuje część miasta ograniczoną:
- od północy Tory kolejowe (Dworca Rzeszów Główny)
- od zachodu Aleja Łukasza Cieplińskiego a dalej Lisa Kuli
- od wschodu stanowi rzeka Wisłok
- od południa Trasa Zamkowa oraz Plac Śreniawitów

W Śródmieściu zachowała się średniowieczna architektura. Najstarszym budynkiem jest murowany kościół parafialny pod wezwaniem św. Wojciecha i Stanisława (XV wiek), potocznie zwany Farą oraz podziemia miejskie, które powstały w XVI wieku jakie składy kupieckie (w późniejszym czasie znacznie rozbudowane).